# Bifascia
Bifascia é um gênero de traça pertencente à família Cosmopterigidae.